# نيل ديجراس تايسون
نيل ديغراس تايسون (بالإنجليزية: Neil deGrasse Tyson)‏ (و. 5 أكتوبر 1958) عالم أمريكي مختص بالفيزياء الفلكية، كاتب ومقدم للعديد من البرامج التلفزيونية العلمية. يعمل حالياً باحثاً في قسم الفيزياء الفلكية في المتحف الأمريكي للتاريخ الطبيعي ومديراً للقبة السماوية «هايدن» التابعة للمتحف. حصل على شهادة البكالوريوس في الفيزياء من جامعة هارفارد وشهادة الدكتوراة في الفيزياء الفلكية من جامعة كولومبيا.

## تعليمه
تلقى نيل ديغراس تايسون تعليمه الابتدائي والثانوي في مدارس حكومية في حي برونكس في مدينة نيويورك. وتخرج من مدرسة برونكس الثانوية العلمية، حيث كان رئيساً للتحرير لمجلة علم الفيزياء التابعة للمدرسة. اهتم تايسون بعلوم الفلك منذ كان عمره 9 سنوات، ودرسها بنفسه حتى نال شهرة بين علماء الفلك إذ قام بإلقاء محاضرات وهو لم يتعد الخمسة عشرة عاماً من عمره.
حاول عالم الفضاء كارل ساغان أن يُقنع تايسون بأن ينضم إلى جامعة كورنيل للدراسة فيها، وكان ساغان عضواً في هيئة تدريس الجامعة آنذاك. إلا أن تايسون التحق بجامعة هارفرد ودرس الفيزياء فيها.
تخرج تايسون من جامعة هارفرد سنة 1980، والتحق بعدها في جامعة تكساس (أوستن) للحصول على شهادة الماجستير والذي حصل عليها سنة 1983. عمل بعدها محاضراً في جامعة ماريلاند في عامي 1986-1987.
حصل على شهادة الماجستير في الفيزياء الفلكية من جامعة كولومبيا عام 1989 وأكمل دراسته فيها، حيث حصل على شهادة الدكتوراة في الفيزياء الفلكية منها عام 1991.

## أبحاثه في الفيزياء الكونية
انصبت أعمال تايسون البحثية في مجالات علم الكون الفيزيائي وتطور النجوم وحوصلة المجرات وعلم الفلك المجري وولادة النجوم.
اشرف البروفسور مايكل ريخ على رسالة الدكتوراة لتايسون، وتمكن من الحصول على دعم مادي من وكالة الفضاء الأمريكية ناسا ومؤسسة ARCS، على إثرها راقب تايسون المستعرات العظمى في مرصد كرو تولولو. ساهمت أعماله في اعتماد المستعرات العظمى من نوع 1أ كشمعة قياسية ضمن سلم المسافات الكونية، والتي ساهمت بدورها في ايجاد قيمة أكثر دقة لثابت هابل واكتشاف الطاقة المظلمة في عام 1998.
شارك تايسون في تأليف ورقة علمية مع العالم بريان شميدت، الحاصل على جائزة نوبل في الفيزياء عام 2011، حول قياس المسافات الكونية للمستعرات العظمى من نوع 2 وثابت هابل.

## كتاباته وأعماله
كتب تايسون عدداً من الكتب حول علم الفلك. وفي عام 1995 بدأ الكتابة في مجلة التاريخ الطبيعي (بالإنجليزية: Natural History) ضمن فقرة دورية بعنوان «الكون».
عيّنه الرئيس الأمريكي جورج دبليو بوش عضواً في لجنة (مستقبل الصناعات الفضائية للولايات المتحدة الأمريكية) في عام 2001، وفي عام 2004 تم تعيينه أيضاً في (اللجنة الرئاسية لتطبيق سياسات اكتشاف الفضاء).
قدم تايسون مجموعة من الحلقات للبرنامج التلفزيوني العلمي Nova والذي تم بثه على محطات PBS العامة الأمريكية.
دعا تايسون إلى التوقف عن اعتبار بلوتو ضمن تعداد الكواكب، وضمن عمله كمدير للقبة السماوية «هايدن»، امتنع عن تسمية بلوتو بالكوكب التاسع في المعارض التي كانت تقام هناك. الأمر الذي أكده لاحقاً الاتحاد الفلكي الدولي الذي صنف بلوتو ككوكب قزم، وليس كوكباً، ابتداءً من 2006.
شغل تايسون منصب الرئيس للجمعية الكوكبية وهو حالياً عضو في هيئتها الإدارية. وقام نيل تايسون بتقديم سلسلة وثائقية عن الكون (COSMOS 2014) وعرضت على ناشونال جيوغرافيك، وكذلك مقدم برنامج حديث النجوم الذي يعرض على قناة ناشيونال جيوغرافيك.
كتب نيل ديغراس تايسون كتابه الشهير الموت عبر الثقب الأسود في 2007 ولكنه لم يترجم إلى العربية حتى الآن

## وصلات خارجية
- الموقع الرسمي
- نيل ديجراس تايسون على موقع IMDb (الإنجليزية)
- نيل ديجراس تايسون على موقع الموسوعة البريطانية (الإنجليزية)
- نيل ديجراس تايسون على موقع ميوزك برينز (الإنجليزية)
- نيل ديجراس تايسون على موقع إن إن دي بي (الإنجليزية)
- نيل ديجراس تايسون على موقع قاعدة بيانات الفيلم (الإنجليزية)
- Tyson مرات الظهور على سي-سبان